# Big Sky Airlines
Big Sky Airlines (рус. Биг Скай Э́йрла́йнс) — бывшая региональная авиакомпания Соединённых Штатов Америки, работавшая на рынке авиаперевозок в период с 1978 по 2008 годы.
Штаб-квартира авиакомпании размещалась в городе Биллингс (Монтана), США, компания полностью принадлежала управляющей компании Big Sky Transportation Company, которая в свою очередь являлась дочерним подразделением авиационного холдинга MAIR Holdings.
Big Sky Airlines выполняла регулярные пассажирские рейсы в 10 городов из Международного аэропорта Биллингс Логан и была важнейшим региональным авиаперевозчиком в штате Монтана, в ряде случаев являясь единственным оператором местных аэропортов. Big Sky Airlines входила в список участников Федеральной программы США Essential Air Service (EAS) по обеспечению воздушного сообщения между небольшими населёнными пунктами страны.

## История
Авиакомпания Big Sky Airlines была образована в 1978 году и начала выполнение коммерческих рейсов 15 сентября 1978 года. Первоначально деятельность компании ограничивалась несколькими городами Центральной и Восточной Монтаны в рамках заключённого договора с другим региональным авиаперевозчиком Frontier Airlines. Данный партнёрский договор был основным практически во всём объёме перевозок Big Sky Airlines, период расширения собственной маршрутной сети оказался впоследствии весьма недолгим.
В октябре 1998 года после банкротства авиакомпании Aspen Mountain Air Big Sky Airlines разворачивала заменяющие маршруты перевозок в рамках Федеральной программы США Essential Air Service и к декабрю 1998 года полностью обеспечила перевозки EAS на направлениях обанкротившейся компании Aspen Mountain Air. В конце 2002 года Big Sky Airlines открыла регулярный рейс между Айдахо-Фоллс (Айдахо) и Денвером (Колорадо), однако через три месяца закрыл этот маршрут, объявив его неприбыльным.
В начале 2005 года руководство Big Sky Airlines объявило о планируемых изменениях в маршрутной сети компании, включающей в себя прекращение полётов в Северную Дакоту и замену самолётов Farchild Metro на турбовинтовые Beechcraft 1900, взятые в операционный лизинг у авиационного холдинга Mesa Air Group.
В июле 2006 года Big Sky Airlines объявило о прекращении регулярных рейсов в Грейт-Фоллс (Монтана), Калиспели (Монтана) и Спокан, а также о передаче одного самолёта Beechcraft 1900 в другую региональную авиакомпанию Флориды. С 1 сентября 2006 года был отменён регулярный рейс в Мозес-Лейк (Вашингтон).
21 декабря 2006 года Big Sky Airlines заключила договор с магистральной авиакомпанией Delta Air Lines на выполнение пассажирских перевозок из Международный аэропорт Бостона Логан восемью самолётами Beechcraft 1900 под торговой маркой (брендом) Delta Connection. Партнёрский договор действовал до 7 января 2008 года.

### Закрытие компании
20 декабря 2007 года руководство авиакомпании Big Sky Airlines объявила о прекращении деятельности компании в период от 60 до 90 дней. Главными причинами являлись завершение контракта с Delta Air Lines, рекордно высокие цены на авиационное топливо, резкое падение доходов, а также необычно плохая погода зимы 2007/2008 года. Воздушный флот авиакомпании был выставлен на аукцион и вернулся в собственность холдинга MAIR Holdings, после чего 8 марта 2008 года Big Sky Airlines полностью прекратила свою операционную деятельность.

## Направления полётов
Авиакомпания выполняла регулярные рейсы в следующие пункты назначения

### США

#### Колорадо
- Денвер — Международный аэропорт Денвер

#### Айдахо
- Бойс — Аэропорт Бойс

#### Монтана
- Биллингс — Международный аэропорт Биллингс Логан хаб
- Бойзман — Аэропорт Галлатин Филд
- Глазго — Аэропорт Глазго
- Глендайв — Аэропорт имени Доусона
- Грейт-Фоллс — Международный аэропорт Грейт-Фоллс
- Гавр — Окружной аэропорт Гавр
- Хелена — Региональный аэропорт Хелена
- Калиспелл — Международный аэропорт Глесиер-Парк
- Льюистон — Муниципальный аэропорт Льюистон
- Майлс-Сити — Муниципальный аэропорт Майлс-Сити
- Миссула — Международный аэропорт Миссула
- Синди — Муниципальный аэропорт Синди-Ричлэнд
- Вольф-Пойнт — Аэропорт имени Л. М. Клейтона

#### Орегон
- Портленд — Международный аэропорт Портленда

##### Вашингтон
- Мойзес-Лейк — Международный аэропорт округа Грант
- Спокан — Международный аэропорт Спокан

#### Вайоминг
- Шеридан — Аэропорт округа Шеридан

## Флот
По состоянию на январь 2008 года флот авиакомпании состоял из десяти самолётов:

## Партнёрские соглашения
Big Sky Airlines работала под код-шеринговыми соглашениями со следующими авиакомпаниями (во всех договорах крупные перевозчики использовали свои номера маршрутов на рейсах Big Sky Airlines, но не наоборот):
- Alaska Airlines/Horizon Air
- Northwest Airlines
- US Airways